# Údol
Údol – wieś (obec) na Słowacji w kraju preszowskim, powiecie Lubowla. Pierwsza wzmianka pisemna o miejscowości pochodzi z roku 1427.